# Machault (Ardenes)
Machault és un municipi francès situat al departament de les Ardenes i a la regió del Gran Est. L'any 2007 tenia 495 habitants.

## Demografia

### Població
El 2007 la població de fet de Machault era de 495 persones. Hi havia 196 famílies de les quals 44 eren unipersonals (20 homes vivint sols i 24 dones vivint soles), 68 parelles sense fills, 72 parelles amb fills i 12 famílies monoparentals amb fills.
La població ha evolucionat segons el següent gràfic:
Habitants censats

### Habitatges
El 2007 hi havia 231 habitatges, 205 eren l'habitatge principal de la família, 8 eren segones residències i 18 estaven desocupats. 201 eren cases i 30 eren apartaments. Dels 205 habitatges principals, 144 estaven ocupats pels seus propietaris, 54 estaven llogats i ocupats pels llogaters i 7 estaven cedits a títol gratuït; 4 tenien dues cambres, 21 en tenien tres, 51 en tenien quatre i 129 en tenien cinc o més. 171 habitatges disposaven pel capbaix d'una plaça de pàrquing. A 102 habitatges hi havia un automòbil i a 84 n'hi havia dos o més.

### Piràmide de població
La piràmide de població per edats i sexe el 2009 era:
| Homes | Edats   | Dones |
| ----- | ------- | ----- |
| 0     | 95 o +  | 4     |
| 0     | 90 a 94 | 0     |
| 0     | 85 a 89 | 0     |
| 4     | 80 a 84 | 4     |
| 12    | 75 a 79 | 20    |
| 8     | 70 a 74 | 16    |
| 8     | 65 a 69 | 12    |
| 16    | 60 a 64 | 8     |
| 16    | 55 a 59 | 12    |
| 20    | 50 a 54 | 16    |
| 12    | 45 a 49 | 16    |
| 8     | 40 a 44 | 8     |
| 8     | 35 a 39 | 24    |
| 20    | 30 a 34 | 16    |
| 12    | 25 a 29 | 16    |
| 0     | 20 a 24 | 12    |
| 8     | 15 a 19 | 12    |
| 8     | 10 a 14 | 20    |
| 28    | 5 a 9   | 16    |
| 12    | 0 a 4   | 12    |

## Economia
El 2007 la població en edat de treballar era de 303 persones, 222 eren actives i 81 eren inactives. De les 222 persones actives 199 estaven ocupades (119 homes i 80 dones) i 23 estaven aturades (9 homes i 14 dones). De les 81 persones inactives 29 estaven jubilades, 22 estaven estudiant i 30 estaven classificades com a «altres inactius».

### Ingressos
El 2009 a Machault hi havia 207 unitats fiscals que integraven 513 persones, la mediana anual d'ingressos fiscals per persona era de 16.738 €.

### Activitats econòmiques
Dels 15 establiments que hi havia el 2007, 1 era d'una empresa alimentària, 2 d'empreses de construcció, 5 d'empreses de comerç i reparació d'automòbils, 1 d'una empresa de transport, 1 d'una empresa d'hostatgeria i restauració, 1 d'una empresa financera, 2 d'entitats de l'administració pública i 2 d'empreses classificades com a «altres activitats de serveis».
Dels 7 establiments de servei als particulars que hi havia el 2009, 1 era una gendarmeria, 1 una oficina bancària, 1 taller de reparació d'automòbils i de material agrícola, 1 paleta, 1 fusteria, 1 perruqueria i 1 restaurant.
Dels 2 establiments comercials que hi havia el 2009, 1 era una botiga de menys de 120 m² i 1 una peixateria.
L'any 2000 a Machault hi havia 14 explotacions agrícoles.

## Equipaments sanitaris i escolars
El 2009 hi havia una escola elemental.

## Poblacions més properes
El següent diagrama mostra les poblacions més properes.